# Museo Eretz Israel
El Museo Eretz Israel (en inglés: Land of Israel Museum) el museo fue fundado en 1953, y cuenta con una gran pantalla de artefactos arqueológicos, antropológicos e históricos organizados en una serie de pabellones de exposición en sus terrenos.
Cada pabellón está dedicado a un tema diferente: material de vidrio, cerámica, monedas, cobre y otros materiales. El museo también cuenta con un planetario. Hay demostraciones de tejidos, joyería y alfarería, panadería, como moler el grano y como hornear el pan. Tel Quasile, una excavación en la que 12 capas distintas han sido descubiertas, se encuentra en los terrenos del museo.

## Producción de cobre en la antigüedad
El pabellón de Nechushtan está dedicado a la producción de cobre en Timna, en el sur del Néguev, durante los períodos Calcolítico, de la Edad del Bronce y de la Edad del Hierro. El pabellón contiene una mina reconstruida, hornos de fundición y hallazgos del templo minero egipcio-madianita de Timna.
La mina reconstruida del Calcolítico y de la Edad del Bronce Final muestra herramientas de minería como martillos de piedra, hojas de sílex y cinceles de cobre, así como las marcas típicas que dejaron en la roca.